# 深層Web
深層Web（しんそうウェブ）、または、ディープWeb（ディープ・ウェブ、英語: deep web）は、World Wide Web上にある情報のうちで、通常の検索エンジンによって収集されない情報である。インビジブルWeb（インビジブル・ウェブ、invisible web）とも呼ばれる。深層Webの対義語は、表層Web（ひょうそうウェブ）、サーフェスWeb（サーフェス・ウェブ、surface web）、または、ビジブルWeb（ビジブルウェブ、visible web）である。表層Webの情報には、インターネットを使用して誰にでもアクセスできる。deep webという単語は、コンピュータ科学者のMichael K. Bergmanが2001年に検索インデックスの用語として作り出したとされている。

## 概要
検索エンジンは通常、クローラと呼ばれるプログラムを用いてWorld Wide Webを巡回し、情報を収集している。しかしながら、クローラは、著作権法上の問題などから、一定の記述を行って情報の収集を拒否したページの情報は収集していない。また、JavaScriptやAdobe Flash等が用いられているとリンクをたどれない場合があり、パスワード保護されているページも巡回することができない。
これらの要因から、検索エンジンによって収集されず、その結果、検索することができない情報が深層Webと呼ばれる。
また、ダークウェブはディープウェブの一部だが、「ディープウェブ＝ダークウェブ」ではない。